# Danza en silla de ruedas
La danza en silla de ruedas es la modalidad de este deporte practicada con silla de ruedas, básicamente para personas con discapacidad física, una serie de bailes en pareja donde uno o los dos danzantes permanecen sentado sobre la silla de ruedas.
Este tipo de baile es un deporte con normas y reglamentación, es practicado a nivel mundial en más de 20 países.
Los bailes incluidos constan de dos tipos: los bailes latinos (chachachá, rumba bolero, samba, pasodobley el jive) y los bailes de salón (vals, tango, foxtrot y quickstep)
Se practica repartidos por todo el mundo, los cuales se hallan representados en la World Dance Sport Federation (WDSF). En muchos de estos países la danza en silla de ruedas está reconocido oficialmente como deporte.

## Historia
El baile en silla de ruedas se originó en Suecia en 1968. Els-Britt Larsson quien usado silla de ruedas una de las pioneras de la Danza sobre silla de ruedas.

El Campeonato Mundial de danza en silla de ruedas 1998 en Japón fue el primer Campeonato Mundial de danza en silla de ruedas y durante el mismo año se introdujo como modalidad deportiva dentro del Comité Paralímpico Internacional. Actualidad, no parte del programa Paralímpico.

## Clases y categorías
Existen dos clases de Danza en silla de ruedas:
- LWD 1 (inglés: Level Wheelchair Dancing 1): 14 puntos o menos
- LWD 2 (inglés: Level Wheelchair Dancing 2): más de 14 puntos

Existen diversas modalidades de Danza en silla de ruedas:
- Dúo: la modalidad  Duo, en que los dos miembros de la pareja bailan en silla de ruedas
- Combinado: la modalidad Combinado consiste en que sólo un miembro de la pareja baila en silla de ruedas
- Grupo
- Individual

## Competiciones y campeonatos

### Campeonatos europeos
|  | 1991 | München   | Alemania     |
|  | 1993 | Oslo      | Noruega      |
|  | 1995 | Duisburg  | Alemania     |
|  | 1997 | Härnösand | Suecia       |
|  | 1999 | Atenas    | Grecia       |
|  | 2001 | Papendahl | Países Bajos |
|  | 2003 | Minsk     | Bielorrusia  |
|  | 2005 | ...       | ?            |
|  | 2007 | Varsovia  | Polonia      |
|  | 2009 | Tel Aviv  | Israel       |

### Campeonatos mundiales
|  | 1998 | Tokio     | Japón        |
|  | 2000 | Oslo      | Noruega      |
|  | 2002 | Varsovia  | Polonia      |
|  | 2004 | Tokio     | Japan        |
|  | 2006 | Papendahl | Países Bajos |
|  | 2008 | Minsk     | Bielorrusia  |
|  | 2010 | Hannover  | Alemania     |